# Zusatzweiterbildung Psychotherapie
Die Zusatzweiterbildung Psychotherapie ist eine in der Musterweiterbildungsordnung der deutschen Bundesärztekammer von 2018 (MWBO) aufgeführte Zusatz-Weiterbildung im Bereich Psychotherapie für Fachärzte in einem Gebiet der unmittelbaren Patientenversorgung.
Die Inhalte der Zusatz-Weiterbildung Psychotherapie sind integraler Bestandteil der Weiterbildung zum Facharzt für Kinder- und Jugendpsychiatrie und -psychotherapie, Psychiatrie und Psychotherapie und Psychosomatische Medizin und Psychotherapie.

## Definition
Die Zusatz-Weiterbildung Psychotherapie umfasst in Ergänzung zu einer Facharztkompetenz die Vorbeugung, Erkennung sowie psychotherapeutische Behandlung
von Erkrankungen und Störungen, die durch psychosoziale Faktoren und Belastungsreaktionen mit bedingt sind.

## Mindestanforderung
Um die Bezeichnung Psychotherapie führen zu dürfen, müssen Ärztinnen und Ärzte
- über die Facharztanerkennung in einem Gebiet der unmittelbaren Patientenversorgung verfügen und
- über Kenntnisse, Erfahrungen und Fertigkeiten in Psychotherapie gemäß den in der Weiterbildungsordnung festgelegten Weiterbildungsinhalten verfügen.

Bei der Anmeldung zur Weiterbildungsprüfung müssen der zuständigen Ärztekammer  sämtliche Nachweise über die erfüllten Mindestanforderungen vorgelegt werden. Dazu gehören auch die Logbuch-Dokumentationen über alle durch die MWBO vorgegebenen Inhalte der Weiterbildung.

## Inhalte der Weiterbildung
Zur Weiterbildungsprüfung muss man darlegen können, dass man Kenntnisse, Erfahrungen und Fertigkeiten unter anderem in folgenden Bereichen erlangt hat:
- Krankheitslehre und Diagnostik
  - Psychopathologie und allgemeine psychiatrische und psychosomatische Krankheitslehre unter Berücksichtigung der Altersgruppen, des psychosozialen Kontexts sowie der psychotherapeutischen Aspekte
  - Wissenschaftlich anerkannte Psychotherapieverfahren und Psychotherapiemethoden
  - Methoden der psychotherapeutischen Anamneseerhebung in den verschiedenen Verfahren und Altersgruppen
  - Psychiatrische, psychosomatische oder kinder- und jugendpsychiatrische Untersuchungen
  - Psychiatrisch, psychosomatisch oder kinder- und jugendpsychiatrisch geleitete kasuistisch technische Fallbesprechungen
  - Methoden der Psychodiagnostik
- Therapie
  - Durchführung wissenschaftlich anerkannter Psychotherapieverfahren und Methoden,
    - entweder im psychodynamischen/tiefenpsychologischen Verfahren
    - oder im verhaltenstherapeutischen Verfahren
    - oder im Verfahren der systemischen Therapie (Einzel-, Paar- oder Familientherapie) unter Berücksichtigung psychoedukativer Gesichtspunkte und Psychopharmakotherapie

  - Gruppenpsychotherapie unter Supervision
  - Entspannungsverfahren, z. B. Autogenes Training, progressive Muskelentspannung, Achtsamkeitstraining, Hypnose
- Selbsterfahrung.[1]

Die Inhalte der Musterweiterbildungsordnung sind allerdings nur eine Empfehlung für die rechtsverbindlichen Weiterbildungsordnungen der Landesärztekammern, die hiervon abweichende Regelungen treffen können.